# Württemberg

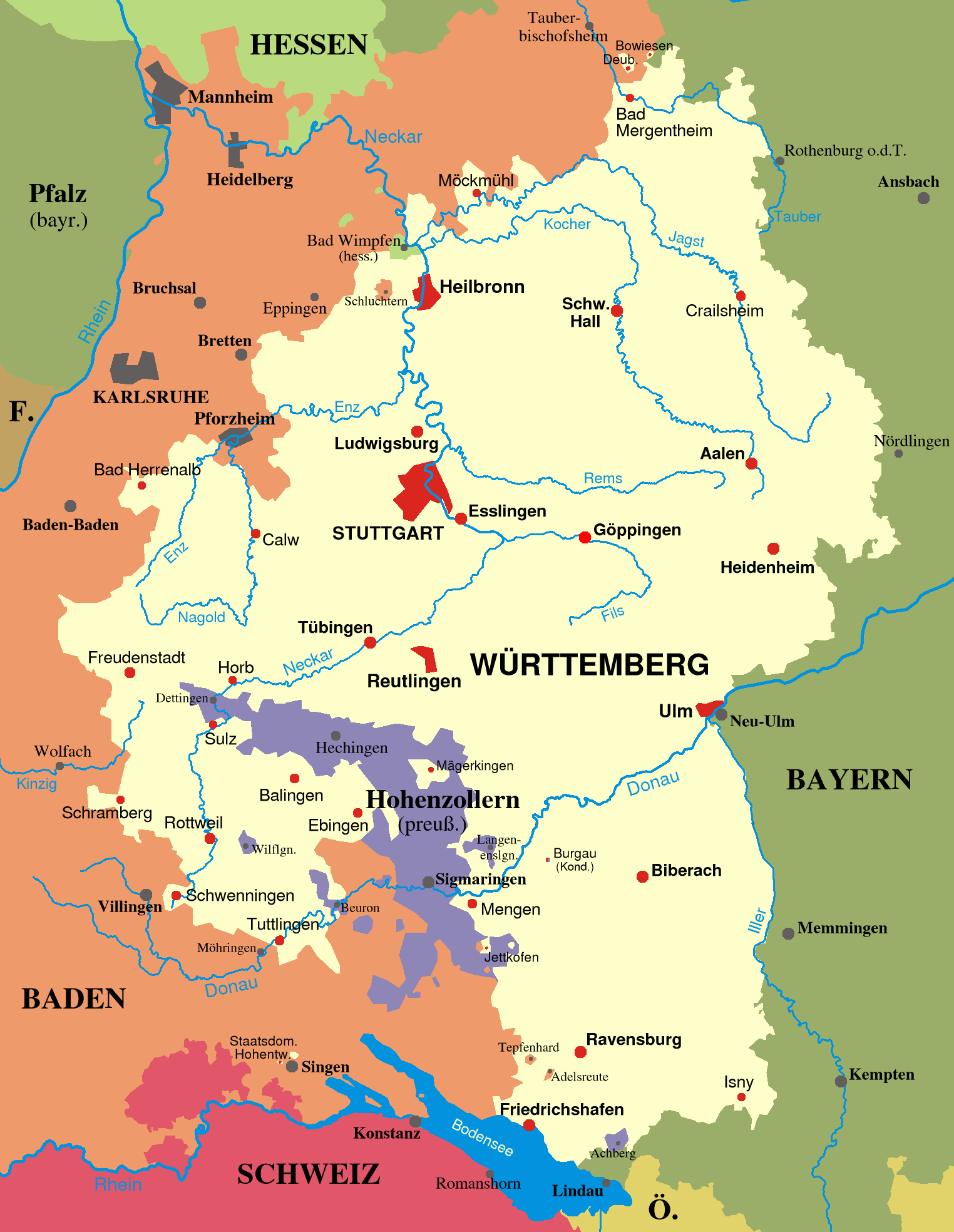
Kungariket Württemberg 1815-1918.

Württemberg är en historisk region i sydvästra Tyskland. Det blev Grevskapet Württemberg 1083, Hertigdömet Württemberg 1495, Kurfurstendömet Württemberg 1803, Kungariket Württemberg (Europas minsta) 1806 och Folkstaten Württemberg en republik 1918 då den siste kungen, Vilhelm II av Württemberg, abdikerade. Efter andra världskriget delades det i Württemberg-Baden och Württemberg-Hohenzollern för att 1952 förenas med Baden till förbundslandet Baden-Württemberg.